# Épinal
Épinal er en by i det nordøstlige Frankrig. Den er hovedstad i departementet Vosges i regionen Lorraine.